# Parides erithalion
Parides erithalion is een vlinder uit de familie van de pages (Papilionidae). De wetenschappelijke naam van de soort is voor het eerst geldig gepubliceerd in 1836 door Jean Baptiste Boisduval.

## Ondersoorten
- Parides erithalion erithalion
- Parides erithalion blanca Racheli & Möhn, 2001
- Parides erithalion browni Le Crom, Constantino & Salazar, 2002
- Parides erithalion callegarii Racheli & Racheli, 1996
- Parides erithalion cauca (Oberthür, 1879)
- Parides erithalion chinchipensis (Joicey & Talbot, 1918)
- Parides erithalion chocoensis Constantino, Le Crom & Salazar, 2002
- Parides erithalion erlaces (Gray, 1853)
- Parides erithalion guillerminae Pischedda & Racheli, 1986
- Parides erithalion inini Brévignon, 1998
- Parides erithalion keithi Racheli, 1991
- Parides erithalion kruegeri (Niepelt, 1927)
- Parides erithalion lacydes (Hewitson, 1869)
- Parides erithalion palmasensis Brown, 1994
- Parides erithalion polyzelus (C. & R. Felder, 1865)
- Parides erithalion racheliorum Lamas, 1998
- Parides erithalion sadyattes (Druce, 1874)
- Parides erithalion smalli Brown, 1994
- Parides erithalion trichopus (Rothschild & Jordan, 1906)
- Parides erithalion xanthias (Rothschild & Jordan, 1906)
- Parides erithalion yaminahua Pischedda & Racheli, 1987
- Parides erithalion zeuxis (Lucas, 1852)
  - = Papilio eversmanni Ehrmann, 1926